# George J. Trinkaus
George J. Trinkaus (Bridgeport, Connecticut, 13 april 1878 – Ridgewood, New Jersey, 19 april 1960) was een Amerikaans componist en violist.

## Levensloop
Trinkaus studeerde aan de befaamde Yale-universiteit in New Haven, Connecticut, met het hoofdvak viool. Hij was lid van het New Haven (Connecticut) Symphony Orchestra. Naast dit werkzaamheden componeerde hij talrijke werken, die vooral in kringen van de harmonieorkest-beweging bekend werden en kamermuziek. 

## Composities

### Werken voor orkest
- 1905 Alice Darling - March ballad - tekst: Robert J. Moore
- 1919 Let The Rest Of The World Go By

### Werken voor harmonieorkest
- 1911 The four Winds suite
- 1913 A Popular Suite
- Robin Goodfellow, ouverture
- Souvenir de Rossini, ouverture
- The May Queen, ouverture
- The Philosopher, ouverture

### Werken voor koor
- 1914 Hush-a-bye ..., cradle song voor gemengd koor - tekst: Lila Munro Tainter

### Vocale muziek
- 1905 Lou-ie ... - tekst: Robert J. Moore
- 1918 Just a Cloud, - tekst: Amy Ashmore Clark
- Heart to heart, voor tenor en orkest

### Kamermuziek
- 1908 Cavatina, voor viool en piano
- 1909 Canzonette in E groot, voor viool en piano
- 1909 The Four Strings, kleine suite voor viool en piano 
  1. The Hermit's Dance
  2. The Pantomime Dance
  3. The Russian Dance
  4. The Spanish Dance
- 1911 Among the Flowers ..., voor viool en piano
- 1911 In the Swing ..., voor viool en piano
- 1911 The Four Moods, suite voor violen en piano
  1. Happiness
  2. Jealousy
  3. Anger
  4. Sadness
- 1912 The Chatterer - Moto perpetuo, voor viool en piano
- 1912 The Fire Flirt, intermezzo voor strijkkwartet met piano (ad lib.)
- 1912 The Humming Bird ..., voor viool en piano
- 1913 Dance of the Pixies, scherzo voor viool, klarinet en piano
- 1913 In Arcady, meditatie voor twee violen en piano

### Werken voor piano
- 1898 Cumberland '61, mars en Two-Step
- 1899 Florentina - Caprice
- 1901 Chinese Reverie, karakterstuk
- 1902 Galloping Jasper, mars en cake-waltz
- 1906 Miss Antique, novelette
- 1909 A Game of Tag, humoresque

### Pedagogische werken
- 1903 The Wit mark Special Mandolin & Guitar Folio No. 1 (samen met: T. P. Trinkaus)
- 1925 The Violinist's First Book - Vol. 1 - 143 p.
- 1925 The Violinist's First Book: with Pianoforte Accompaniments - Vol. 2 - 175 p.